# Knit, people, knit!
Knit, people, knit! es el 140mo episodio de la serie de televisión norteamericana Gilmore Girls.

## Resumen del episodio
Emily y Richard están muy contentos por el matrimonio de Lorelai y Christopher y les dicen para hacer una pequeña celebración y que inviten a sus amigos, aunque no les gustó que su hija se los dijera por medio de un mensaje telefónico; Rory se muda nuevamente con Paris y Doyle. En Stars Hollow se inicia una maratón de tejido benéfica para reparar un puente, y Christopher decide donar lo que falta para llegar al objetivo, sin embargo este gesto no agrada mucho a la gente, así que ellos deciden dejar de tejer. Lorelai comprende que la actitud de los pueblerinos es porque muchos no llevan a Christopher, así que con Sookie idean que Jackson salga con él, para que así sea aceptado en el pueblo. Por otra parte, Lucy, la amiga de Rory, celebra sus 21 años con una fiesta, en la que Rory y Marty tratan de olvidar el pasado y mejorar su amistad. Luke se siente muy molesto cuando ve a Lorelai y a Christopher caminando juntos por las calles de Stars Hollow, y recibe la visita de TJ para informarle que su hermana Liz dará a luz en casa. Y Anna le dice a Luke que debido al estado delicado de su madre deberá mudarse con April a Nuevo México, pero él responde que va a pelear por la custodia de su hija si es necesario.

## Curiosidades
- En el episodio The road trip to Harvard, Emily le dijo a Lorelai que le daría el regalo de su boda con Max que le había comprado si se casaba después. Ahora dice que le costó conseguir el regalo para ella. ¿Por qué no usó el regalo que había comprado antes?

- Datos: Q5960240